# Что такое интеллект и как его развивать
«Что такое интеллект и как его развивать» (англ. Intelligence and How to Get It) ― книга американского психолога, профессора социальной психологии Мичиганского университета (Анн-Арбор) Ричарда Нисбетта.

## Общие сведения
Психолог, профессор социальной психологии Мичиганского университета (Анн-Арбор) Ричард Нисбетт написал книгу и опубликовал её в 2009 году. В своей работе Ричард Нисбетт оспаривает аргумент о том, что умственные способности человека (IQ) полностью или почти полностью передаются по наследству. В книге Ричард Нисбетт доказывает, что ненаследственные факторы играют более значительную роль, чем наследственные.
Данные в книге основаны на тезисе о «естественных экспериментах», которые обычно проводятся исследователями при исследованиях в области психологии. Автор подчёркивает, что чистота этих экспериментов зависит от того, чем руководствуется экспериментатор при выборе методов исследования, поскольку они могут содержать пусть и незначительные, но предубеждения. Когда доказательства неоднозначны, идеология может легко влиять на научное суждение: одни считают, что можно исправить несправедливость жизни социально направленной политикой, другие — что естественное неравенство следует признать неизбежным. Каждое мнение может быть подкреплено определёнными научными выводами, вытекающими из вненаучных причин. По мнению автора книги, социальная политика может избавить от этнического разрыва в IQ, но «разрыв между социальными классами» в области IQ «никогда не исчезнет».
Ричард Нисбетт в своей работе также рекомендует, как обучать детей, чтобы улучшить их интеллект. В книге также утверждается, что показатели IQ являются действительным, хотя и несовершенным (и не самым главным) показателем общего интеллекта человека. В приложении к книге «Что такое интеллект и как его развивать» автор утверждает, что расовые различия в IQ полностью обусловлены факторами окружающей среды.

## Критика
Философ Джим Холт, пишущий статьи для The New York Times, описал книгу как «дотошную и откровенную критику наследственности». Психолог Эрл Б. Хант рассмотрел книгу в журнале Intelligence и написал, что «Нисбетт ― очень хороший писатель, но он воинственный писатель», и хотя «Нисбетт пишет для широкой аудитории» и «делает это очень хорошо», Хант утверждает, что «Нисбетт заходит слишком далеко, нападая на наследственность интеллекта»,
Психолог Джеймс Ли опубликовал рецензию в журнале «Личность и индивидуальные различия», где пришёл к выводу, что аргументы Нисбетта постоянно преувеличиваются или необоснованы в отношении наследуемости, изменчивости IQ и расовых различий в IQ.
Венди Джонсон описал книгу как «увлекательный пример научного упражнения в „желаемое-действительное“» и раскритиковал Ричарда Нисбетта за игнорирование исследований с результатами отличными от тех, которые он приводит.

## Издания на русском языке
Книга в России была издана в 2018 (в издательстве «Альпина нон-фикшн») и 2021 годах. Переводчик ― М. Кульнёва, ISBN 978-5-91671-823-2, 978-5-91671-729-7, 978-5-91671-574-3, 978-5-91671-463-0, 978-5-91671-162-2,978-0-393-33769-3. 